# Aphidius biocarinatus
Aphidius biocarinatus är en stekelart som beskrevs av Chen och Shi 2001. Aphidius biocarinatus ingår i släktet Aphidius och familjen bracksteklar. Inga underarter finns listade i Catalogue of Life.